# Bebelno-Kolonia
Bebelno-Kolonia – wieś w Polsce położona w województwie świętokrzyskim, w powiecie włoszczowskim, w  gminie Włoszczowa.
W latach 1975–1998 miejscowość administracyjnie należała do województwa kieleckiego.
| SIMC    | Nazwa           | Rodzaj    |
| ------- | --------------- | --------- |
| 0277523 | Pod Hubami      | część wsi |
| 0277530 | Pod Rogienicami | część wsi |
| 0277546 | Pod Szkołą      | część wsi |

## Historia
Wieś lokowana zapewne przed XV wiekiem, wiadomo bowiem że wywodzą się z niej przodkowie Długosza.
Bebelno, w  XVI wieku znane  było jako Bambelno major i Bambelno minor– wieś, w powiecie włoszczowskim. Bebelno Wielkie niegdyś zwane było Bebelno Długoszy, od rodu, który tu siedział (byli to przodkowie historyka Jana Długosza).
Bebelno Małe alias Zalesie, posiadało od XV wieku kościół parafialny pod wezwaniem Narodzenia N.P.M. i św. Mikołaja.
Na początku wieku XVII, kościół drewniany spłonął, stała w jego miejscu kapliczka drewniana, nie konsekrowana.
Pleban posiadał dość znaczne uposażenie w roli, łąkach i placach. Dziesięcinę ze wsi dawano do Kurzelowa. (Łaski, L. B., II, 551, 569, 570 i przyp.)